# Бондаренко Вадим Олександрович
Вадим Олександрович Бондаренко — полковник ЗСУ, учасник російсько-української війни.

## Життєпис
У 2017—2018 роках — командир 1-го окремого батальйону морської піхоти.[джерело?]
З березня по липень 2023 року був командиром 111 ОБрТрО 
В червні 2024-го призначений командиром 125 ОБрТрО.

## Нагороди
- Орден Богдана Хмельницького III ступеня (указ № 449/2022, 28 червня 2022)[4]